# Tim Beaglehole
Pour les articles homonymes, voir Beaglehole.
 (mars 2024).
Timothy Holmes Beaglehole (28 avril 1933 – 18 juillet 2015) était un universitaire néo-zélandais et Chancelier de l'Université Victoria de Wellington.

## Biographie
Né à Lower Hutt, Wellington, il était le fils de l'historien John Beaglehole. Il a obtenu un diplôme de maîtrise ès arts de l'université Victoria, puis a obtenu une maîtrise ès arts et un doctorat du King's College de Cambridge. Il a été boursier Harkness à l'université Harvard (1965-1966) et a enseigné à l'École des études orientales et africaines, l'université Londres en 1978.
Beaglehole a eu une longue association avec l'Université Victoria en tant qu'étudiant, professeur d'histoire, directeur de Weir House, doyen des arts et vice-chancelier adjoint. En 1995, il a été nommé membre à vie de l'Association des étudiants de l'Université Victoria de Wellington. Il est ensuite devenu chancelier de décembre 2004 à 2010.
Beaglehole était vice-président du conseil de la National Art Gallery (1979-1992), et président du New Zealand Historic Places Trust (1990-1996). En juin 2012, Beaglehole a été nommé au New Zealand Press Council.
Il a épousé Helen Bisley et ils ont eu trois enfants : John, Toby et Charlotte. Il est décédé d'une pneumonie en juillet 2015.